# Kabinet-Fanfani I
Het kabinet–Fanfani I was de Italiaanse regering van 18 januari 1954 tot 10 februari 1954.  Het kabinet was een minderheidsregering en werd gevormd door de politieke partij Democrazia Cristiana (DC) na het aftreden van het vorige kabinet, waarna voormalig minister van Landbouw Amintore Fanfani werd benoemd als de premier.

## Kabinet–Fanfani I (1954)
| Ambtsbekleder | Ambtsbekleder        | Ambtsbekleder                    | Functie                              | Ambtstermijn     | Ambtstermijn      | Partij |
| ------------- | -------------------- | -------------------------------- | ------------------------------------ | ---------------- | ----------------- | ------ |
|               | Amintore Fanfani     | Amintore Fanfani (1908–1999)     | Premier                              | 18 januari 1954  | 10 februari 1954  | DC     |
|               | Mariano Rumor        | Mariano Rumor (1915–1990)        | Secretaris- generaal                 | 18 januari 1954  | 10 februari 1954  | DC     |
|               | Giulio Andreotti     | Giulio Andreotti (1919–2013)     | Minister van Binnenlandse Zaken      | 18 januari 1954  | 10 februari 1954  | DC     |
|               | Attilio Piccioni     | Attilio Piccioni (1892–1976)     | Minister van Buitenlandse Zaken      | 18 januari 1954  | 16 september 1954 | DC     |
|               | Adone Zoli           | Adone Zoli (1887–1960)           | Minister van Financiën               | 18 januari 1954  | 10 februari 1954  | DC     |
|               | Silvio Gava          | Silvio Gava (1901–1999)          | Minister van de Schatkist            | 17 augustus 1953 | 31 januari 1956   | DC     |
|               | Ezio Vanoni          | Ezio Vanoni (1903–1956)          | Minister van het Budget              | 18 januari 1954  | 20 mei 1957       | DC     |
|               | Michele De Pietro    | Michele De Pietro (1884–1967)    | Minister van Justitie                | 18 januari 1954  | 5 juli 1955       | DC     |
|               | Salvatore Aldisio    | Salvatore Aldisio (1890–1964)    | Minister van Economische Zaken       | 18 januari 1954  | 10 februari 1954  | DC     |
|               | Paolo Emilio Taviani | Paolo Emilio Taviani (1912–2001) | Minister van Defensie                | 17 augustus 1953 | 1 juli 1958       | DC     |
|               | Luigi Gui            | Luigi Gui (1914–2010)            | Minister van Arbeid en Sociale Zaken | 18 januari 1954  | 10 februari 1954  | DC     |
|               | Egidio Tosato        | Egidio Tosato (1902–1984)        | Minister van Onderwijs               | 18 januari 1954  | 10 februari 1954  | DC     |
|               | Bernardo Mattarella  | Bernardo Mattarella (1905–1971)  | Minister van Transport               | 17 augustus 1953 | 5 juli 1955       | DC     |
|               | Umberto Merlin       | Umberto Merlin (1885–1964)       | Minister van Infrastructuur          | 17 augustus 1953 | 10 februari 1954  | DC     |
|               | Giuseppe Medici      | Giuseppe Medici (1907–2000)      | Minister van Landbouw                | 18 januari 1954  | 5 juli 1955       | DC     |
|               | Gennaro Cassiani     | Gennaro Cassiani (1903–1978)     | Minister van Communicatie            | 18 januari 1954  | 5 juli 1955       | DC     |
|               | Umberto Tupini       | Umberto Tupini (1889–1973)       | Minister voor Publieke Diensten      | 18 januari 1954  | 5 juli 1955       | DC     |
|               | Giordano Dell'Amore  | Giordano Dell'Amore (1902–1981)  | Minister voor Buitenlandse Handel    | 18 januari 1954  | 10 februari 1954  | DC     |
|               | Fernando Tambroni    | Fernando Tambroni (1901–1963)    | Minister voor de Koopvaardij         | 17 augustus 1953 | 5 juli 1955       | DC     |
|               | Pietro Campilli      | Pietro Campilli (1891–1974)      | Minister voor Zuid-Italië            | 15 juli 1953     | 1 juli 1958       | DC     |

De Gasperi II · De Gasperi III · De Gasperi IV · De Gasperi V · De Gasperi VI · De Gasperi VII · De Gasperi VIII · Pella · Fanfani I · Scelba · Segni I · Zoli · Fanfani II · Segni II · Tambroni · Fanfani III · Fanfani IV · Leone I · Moro I · Moro II · Moro III · Leone II · Rumor I · Rumor II · Rumor III · Colombo · Andreotti I · Andreotti II · Rumor IV · Rumor V · Moro IV · Moro V · Andreotti III · Andreotti IV · Andreotti V · Cossiga I · Cossiga II · Forlani · Spadolini I · Spadolini II · Fanfani V · Craxi I · Craxi II · Fanfani VI · Goria · De Mita · Andreotti VI · Andreotti VII · Amato I · Ciampi · Berlusconi I · Dini · Prodi I · D'Alema I · D'Alema II · Amato II · Berlusconi II · Berlusconi III · Prodi II · Berlusconi IV · Monti · Letta · Renzi · Gentiloni · Conte I · Conte II · Draghi · Meloni